# Appareil pour étudier les chocs élastiques et inélastiques

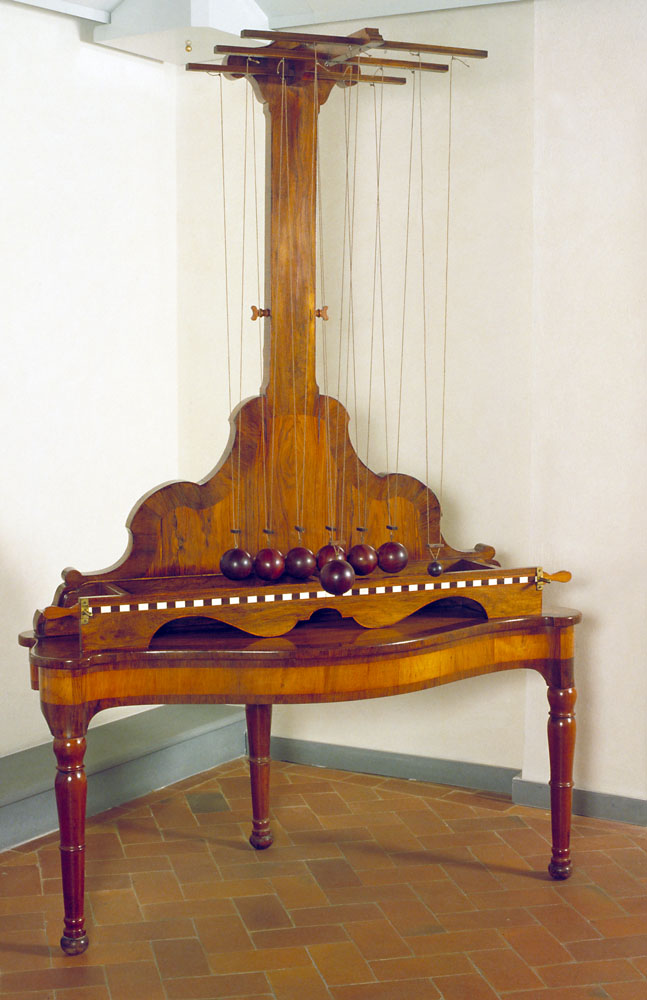
L'appareil pour étudier les chocs élastiques et inélastiques au Museo Galileo de Florence.

 (octobre 2016).
L'appareil pour étudier les chocs élastiques et inélastiques est un instrument conservé au Museo Galileo de Florence.
Il est composé d'un grand châssis portant deux barres, auxquelles sont pendues par une suspension à deux fils six boules de bois alignées. L'instrument était souvent utilisé avec deux boules élastiques (en ivoire) ou inélastiques (en argile mouillée), à masse égale ou inégale. En modifiant les paramètres des expériences (hauteur de la chute, masse, etc.), on étudiait de manière systématique les phénomènes concernant les chocs. Par exemple, quand les boules alignées sont heurtées par la boule qui se situe à l'extrémité, la série de boules reste immobile et transmet intégralement l'impulsion à la boule située à l'extrémité opposée, qui rebondit. Cette dernière, retombant, amorce à nouveau le cycle dans le sens opposé. Cet appareil, qui provient des collections des Lorraine, fut illustré par Jean Antoine Nollet dans les Leçons de physique expérimentale (Paris, 1743-1748). Dans la description de l'instrument, Nollet affirme qu'il a simplement modifié et développé le modèle employé antérieurement par Edme Mariotte. Les appareils les plus sophistiqués pour l'étude des chocs élastiques et inélastiques furent réalisés par Willem Jacob's Gravesande et par Pieter van Musschenbroek.